# تیراپینو
تیراپینو (به لاتین: Tryapino) یک منطقهٔ مسکونی در روسیه است که در باشقیرستان واقع شده‌است.